# Teorias da conspiração sobre o assassinato de Martin Luther King Jr.

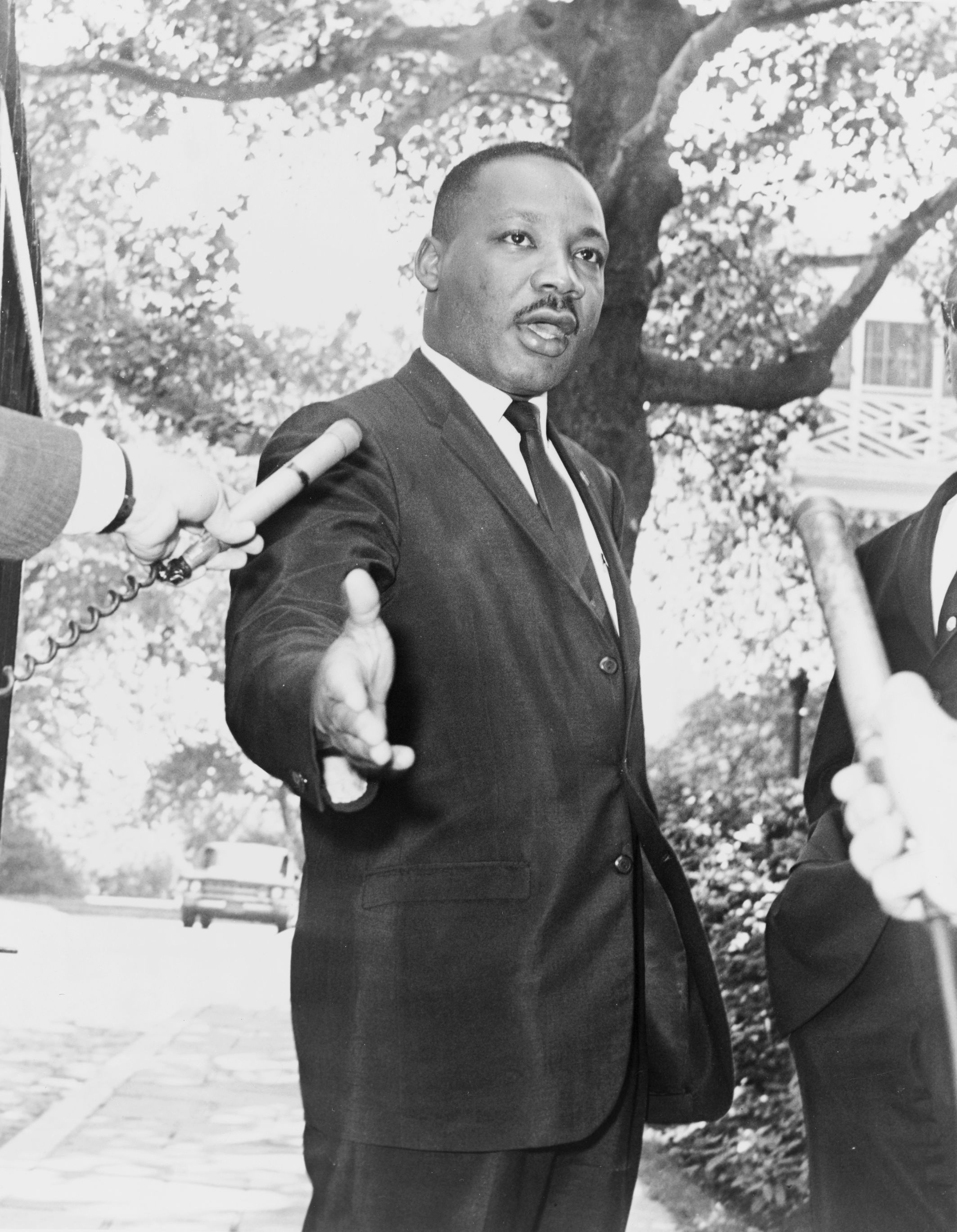
Martin Luther King Jr

As teorias da conspiração que envolvem o assassinato de Martin Luther King Jr., um proeminente líder do movimento dos direitos civis, está relacionada a diferentes explicações sobre o seu assassinato, que aconteceu em 4 de abril de 1968, em Memphis, no Tennessee. King foi assassinado na sacada do Hotel Lorraine, no dia depois de dar o seu discurso "Eu estive no topo da montanha". Suspeitas começaram a aparecer sobre alguns aspectos do assassinato de King e o papel controverso de seu alegado assassino, James Earl Ray. Embora a sua confissão tenha eliminado a possibilidade de um julgamento perante um júri, em poucos dias, Ray se retratou e alegou que sua confissão foi forçada. As suspeitas foram mais tarde levantadas, pela confirmação de que o FBI e a CIA estavam espionando King de forma ilegal.
Em 1979, a United States House Select Committee on Assassinations (HSCA) (Tradução não oficial: Comitê Seleto da Câmara dos Estados Unidos sobre Assassinatos) concluiu que era muito provável a existência de uma conspiração elaborada para assassinar King e que Ray era um bode expiatório. Em 1999, um júri composto por diferentes etnias na ação civil movida pela família de King (que recebeu o nome de Memphis civil suit, em inglês) chegou ao veredito unânime de que King foi assassinado graças a um complô envolvendo o governo dos Estados Unidos, uma pessoa de nome Raoul, dentre outros. "Existem evidências abundantes", disse Coretta King após o veredito, "de um complô de alto nível envolvendo o assassinato do meu marido". O júri considerou que a máfia e várias agências governamentais locais, estaduais e federais "estavam profundamente envolvidas no assassinato...O Sr. Ray foi instruído apenas para assumir a culpa" .

## Contexto

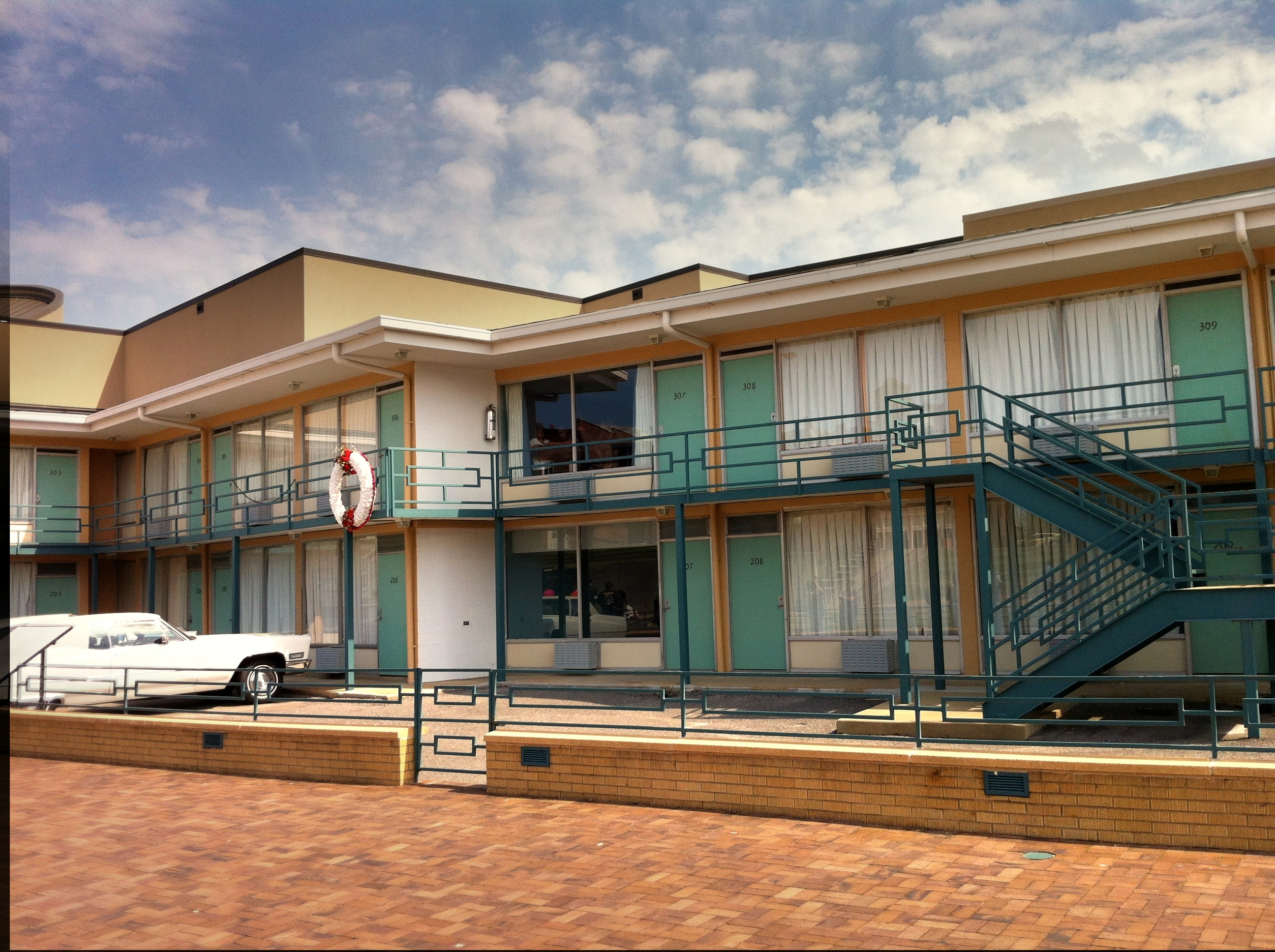
O Hotel Lorraine, The Lorraine Motel, com uma coroa de flores marcando o exato local em que King estava quando foi assassinato

Martin Luther King Jr. chegou em Memphis, no Tennessee para apoiar uma greve realizada por trabalhadores negros ligados a área de saneamento básico em abril de 1968, um dia depois de dar o seu discurso "Eu estive no topo da montanha", King foi assassinado na sacada do hotel Lorraine, em frente ao quarto 306. Na hora em que o tiro foi disparado, ele estava na sacada do segundo andar. As últimas palavras de King foram para o músico Ben Branch, que iria se apresentar naquela noite em um evento. King disse: "Ben, lembre-se de tocar 'Segure a minha mão, precioso Deus" na reunião de hoje a noite. Faça uma bela apresentação."
Soloman Jones era um voluntário que recorrentemente servia de guia para King pela cidade quando ele estava em Memphis. Depois que ele escutou os tiros, ele correu na direção da rua. Ele relatou o que ele viu para a polícia naquela noite: "Eu pude ver uma pessoa nos arbustos do lado oeste à rua Mulberry com as costas viradas para mim, e parecia que ele tinha um capuz sobre a sua cabeça." No dia seguinte trabalhadores do serviço público de Memphis removeram aqueles arbustos, destruindo a cena do crime.

### James Earl Ray

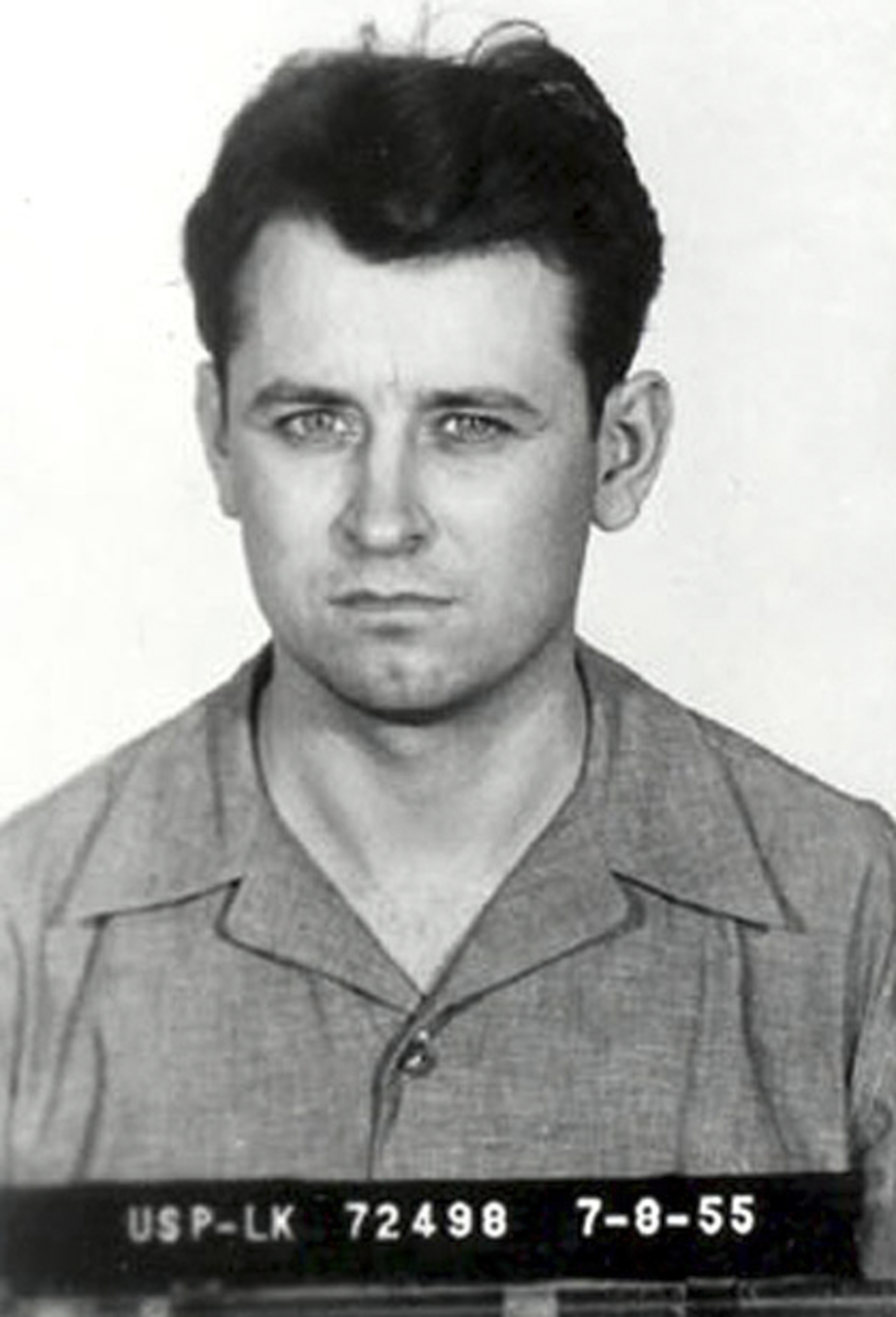
James Earl Ray

James Earl Ray nasceu na extrema pobreza, em 1928, fora da região de St. Louis. Ele serviu à Alemanha ocidental depois da segunda Guerra Mundial, antes de sofrer uma dispensa desonrosa. Ele viajou para Los Angeles onde ele assaltou um café e foi sentenciado a prisão por 90 dias. Em 1955, depois de uma série de pequenos delitos, que iam desde a roubar um motorista de taxi por causa de 11 até a roubar um dos postos dos correios, ele foi sentenciado a cumprir 45 meses de prisão em uma Penitenciária Federal em Leavenworth, no Kansas. Ele obteve liberdade condicional em 1959. Mas em 10 de outubro de 1959, Ray e James Owens, um ex comparsa, roubaram uma loja da Kroger em St. Louis. Ray foi condenado a uma sentença de 20 anos na Penitenciária do Missouri . Em 23 de abril de 1967, Ray fugiu da prisão dentro de um caminhão que fazia entregas de uma padaria. Ray alegou que ele se tornou um traficante de armas para um cubano de cabelos loiros, chamado "Raoul". Ray disse que Raoul o direcionou a ficar no Hotel Lorraine e a comprar o rifle que foi usado no assassinato de King.
Na tarde de 4 de Abril, Ray fez check in em uma pensão no Memphis, que tinha um bar chamado Jim's Grill no primeiro andar. Ele pagou $8.50 por uma estadia de uma semana. Os fundos da pensão davam para o Hotel Lorraine, do outro lado da Mulberry Street. Ray foi identificado graças as digitais na arma, que ele deixou para trás. Sobre a suposta arma utilizada por Ray, disse Martin Luther King III, filho de King, que "Aquela arma não era a arma do crime. Você vai matar alguém de deixar a arma no local, bem ali?"
Em 24 de abril, Ray adquiriu um passaporte canadense e comprou passagens de avião de Toronto para Londres, onde ele foi preso pelo FBI em 8 de junho. Ele estava, supostamente, tentando chegar à Rhodesia, um país governado por uma minoria branca. Em 10 de março de 1969, Ray se declarou culpado de ter matado King, recebendo uma péna de 99 anos sem julgamento. O recurso interposto por ele o salvou de uma provável pena de morte. Durante a curta audiência para definir a sentença, Ray rapidamente se pôs de pé quando os advogados da acusação e o seu advogado de defesa, Percy Foreman, concordaram que não existia uma conspiração ou complô sobre a morte de King. Ray explicou que a sua confissão de culpa não significava necessariamente que outros não estavam envolvidos. Porém, poucos dias depois de sua confissão, Ray voltou atrás e alegou que ele era inocente.
Em 1998, Ray morreu na prisão, devido a complicações e infecções de Hepatite C crônica. Os restos de Ray, que foram cremados, foram distribuídos em solo Irlandês, pois ele não queria que o seu lugar final de descanso fosse nos Estados Unidos, devido, segundo ele "A maneira que o governo o tratou".

## Defensores das teorias da conspiração

### William F. Pepper
As alegações de inocência vindas de Ray chamaram a atenção de William Pepper, que foi um amigo de King e que passaria muitos anos lutando pela liberdade de Ray. A SCLC (conferência da Liderança Cristã do Sul) aplaudiu Pepper pelo seu "incessante comprometimento em buscar justiça". Pepper recorreu as instâncias superiores, e até à Suprema Corte, mas não obteve sucesso. De acordo com Pepper, " Parecia que estavamos no fim da linha, e então eu tive uma ideia. Veja bem, por que não tentamos ter um julgamento televisionado?". Um julgamento simulado foi ao ar pela HBO e o júri do programa julgou Ray inocente.
Em junho de 1997, Pepper participou do programa da ABC, o Turning Point. Ele discutiu as teorias do seu livro Orders to Kill: The Truth Behind the Murder of Martin Luther King Jr (tradução não oficial: Ordens para matar: a verda sobre o assassinato de Martin Luther King Jr). Essa teoria sustentava que um esquadrão de assassinos da 20th Special Forces Group (Vigésimo grupo das Forças Especiais) deveria matar King se o franco atirador da polícia falhasse. Esse grupo era supostamente liderado por um homem chamado Billy Eidson, a quem Pepper alegou ter sido morto para encobrir o esquema. Porém, Eidson estava vivo e ele foi levado até um programa de TV, onde se recusou a apertar as mãos de Pepper. Eidson processou Pepper por $15 milhões de dólares, o que mais tarde foi liquidado em um valor não divulgado.

### Mark Lane
Mark Lane, famoso pelas suas teorias da conspiração envolvendo o presidente assassinado John F. Kennedy, foi o advogado de Ray por um tempo. Ele alegou que Ray era um peão inocente, pego pelas tramas do governo americano. Lane escreveu em seu livro Murder In Memphis (Tradução: "Assassinado no Memphis") com Dick Gregory (que possuía o apelido de "Codinome Zorro", previously titled Code Name Zorro, after the Central Intelligence Agency's name for King) sobre o assassinato de Martin Luther King Jr., em que ele alegou a existência de um complô e encobrimento por parte do governo. Lane represented James Earl Ray, King's alleged assassin, before the House Select Committee on Assassinations (HSCA) inquiry in 1978. The HSCA said of Lane in its report, "Many of the allegations of conspiracy that the committee investigated were first raised by Mark Lane". Lane wrote an audio docu-drama "Trial of James Earl Ray" that was broadcast on KPFK on April 3, 1978,
casting doubt on Ray's guilt.

## Balística
Os testes originais do FBI sobre a arma que matou King e o rifle de caça 30-06 foram inconclusivos. Em 1997, testes foram executados comparando 12 balas de teste do suposto rifle do assassinato e a bala que matou King. O especialista em balística Robert Hathaway testemunhou que a bala mortífera não tinha os pontos de referência encontrados nas balas de teste disparadas. As marcas do cano do rifle não foram encontradas na bala que matou o ativista.

Uma cópia de posse do FBI, não editada, da carta que fora enviada a King.

King tinha inimigos de longa data entre os membros mais influentes do FBI. J. Edgar Hoover, diretor do FBI na época, denominou King como " o maior mentiroso do país". King estava sob vigilância do FBI desde o boicote dos Ônibus de Montgomery em 1956 e eles começaram a grampear o seu telefone em 1963. King vociferou a sua raiva contra o FBI em 1964, declarando que a instituição era "expressed his anger towards the FBI in 1964, declaring that it was "completamente ineficaz em resolver o caos contínuo e a brutalidade infligida contra os negro no sul do país". Depois da morte de King, o FBI conduziu a investigação até a teoria de assassinato. Em 1º de novembro de 1971, o antigo chefe do serviço de inteligência do FBI William C. Sullivan testemunhou diante de um Comitê seleto do Senado, em um Estudo das Operações Governamentais com Relação às Atividades de Inteligência. Ali, ele alegou que no que tange a "guerra" contra King, que eles "não barraram quaisquer retenções". Um documento interno do FBI revelou preocupações de que esta fala poderia levantar suspeitas quanto ao envolvimento do FBI no assassinato.
O FBI tentou pintar King como um comunista. Em 1962, Hoover contou ao então Procurador Geral Robert F. Kennedy que King era "um agente secreto do governo comunista", o que levou Kennedy a implantar as escutas. Outros documentos do FBI alegavam que King foi descrito como "membro pertencente ao Partido Comunista dos Estados Unidos como um genuíno marxista-lenista, da ponta dos pés até a cabeça". Pouco mais de três semanas antes do assassinato de King, um documento interno do FBI atacava King pela sua "paixão" pelo comunismo e sua via "marxista-lenista". Após estas repetidas alegações de ligações de King e do Movimento dos Direitos Civis com o comunismo, King declarou que estava "doente e cansado de pessoas dizendo que este movimento foi infiltrado por comunistas... Há tantos comunistas neste movimento livre quanto há esquimós na Flórida".
O FBI tentava macular a vida pessoal de King há muito tempo. Em um memorando, Hoover disse que King era "como um felino caçador, com necessidades sexuais obsessivas e degeneradas". Documentos do FBI alegavam, se referindo a um dos participantes das conferências de King: "Um ministro negro que participou expressou o seu nojo com o que presenciou após os comícios, com bebidas, fornicação e homossexualidade". O documento também alegava que "várias prostitutas negras e brancas foram trazidas de Miami. Uma orgia que durou a noite toda foi organizada por estas prostitutas e alguns dos políticos que ali estavam". Em uma ocasião, o FBI enviou para a esposa de King, Coretta Scott King, várias filmagens pornográficas de um suposto adultério por parte de King, junto com uma carta, em uma tentativa de destruir o casamento de ambos. Porém Coretta mais tarde comentou que ela "Não poderia fazer nada quanto aquilo, era tudo uma palhaçada". A carta acusava King de ser um "psicótico sexual" e "uma fraude colossal". A carta alertava King que "o seu fim está chegando" e que ele estava "acabado".

## Departamento de polícia de Memphis

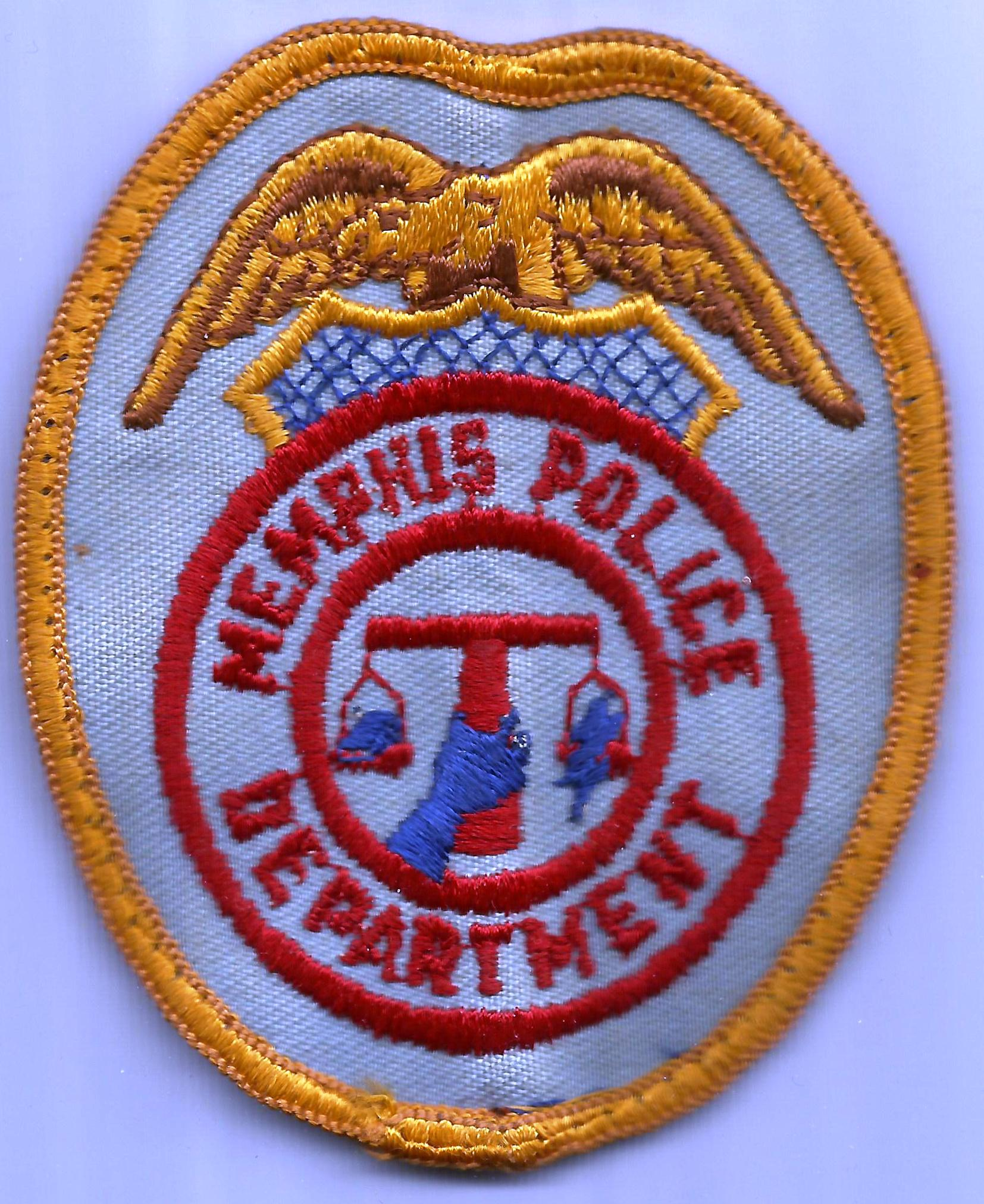
Emblema do Departamento de Polícia de Memphis (DPM)

Descontentes pela passeata de King na região, a cidade de Memphis apresentou uma reclamação formal contra King e a Conferência da Liderança Cristã do Sul. Quando King retornou ao Memphis no dia 03 de abril de 1968, ele foi colocado sobre vigilância pelo Departamento de Polícia de Memphis. Ele foi seguido até o aeroporto por dois policiais negros a paisana, um deles era o Detetive Edward E. Redditt. Ao mesmo tempo, a policia de Memphis também designou quatro policiais para a segurança de King, apesar da comitiva de King ter dito a policia que não pediram a ajuda deles. Quando a policia perguntou onde King estava passando a noite, o Reverendo James Lawson replicou, "Ainda não decidimos ao certo." A policia continuou seguindo King, até chegar ao Hotel Lorraine. A policia continuou fazendo a segurança de King até o momento em que foram chamados de volta a delegacia as 5:05. Um dos quatro homens era o Inspetor Tines, que depois afirmou que essa chamada de volta a delegacia não estava planejada e que ele não sabe o por que de ter acontecido. O delegado de polícia de Memphis, Chefe Macdonald alegou não se lembrar de enviar proteção policial e nem de tê-los chamado de volta a delegacia. No posto de Bombeiros locais, os dois detetives negros de antes continuaram a vigiar King. Passados do meio dia, o Detetive Redditt recebeu uma ameaça via telefone de uma mulher, que falava que ele "estava fazendo um mal para as pessoas negras". Redditt e seu parceiro receberam depois ordens para retornar a delegacia. Contaram para Redditt que ameaças contra a vida dele foram feitas e que a sua família deveria ficar escondidas em um hotel local e com um nome falso. Conforme o carro da polícia ia se aproximando, Redditt ouviu através do rádio a notícia do assassinato de King. Nos dias seguintes, Redditt nada mais ouviu sobre as ameaças. Dois bombeiros negros também receberam um dia de folga. De acordo com o FBI, a estação dos bombeiros tinha um "excelente ponto de observação" do Hotel Lorraine . O DPM também se infiltrou entre os "Invasores", que era um grupo militante negro local que frequentemente protegia King. O único informante começou a sua vigia em fevereiro de 1968, apenas dois meses antes do assassinato de King. O informante estava presente no pátio do motel quando King foi assassinado. Além de sua própria infiltração, o próprio DPM foi infiltrado pelo FBI. O FBI tinha cinco informantes pagos dentro do Departamento de Polícia de Memphis.

## Percepção da família de King e associados
Há muito tempo que a família de King fala sem rodeios sobre acreditarem na existência de uma conspiração e na inocência de Ray. O filho mais novo de King, Dexter, se encontrou com Ray na prisão em 1997, e ele disse a Ray que "Bom, por mais estranho que isso pareça, eu quero que você saiba que eu acredito em você e que a minha família também, e que vamos fazer tudo em nosso poder para que a justiça prevaleça. E enquanto estivermos nos 45 do Segundo Tempo, eu acredito em Providência, vez que sempre fui uma pessoa muito espiritual". A filha de King Bernice King disse "Meu coração dói em saber que James Earl Ray vai ter que passar a sua vida na prisão pagando por crimes que ele não cometeu". Ela também disse "Tenho absoluta certeza de que isso foi um complô, desde a participação do governo até a máfia". A esposa de King Coretta Scott King contou em uma coletiva de imprensa em 1999 que: "Há abundante evidência de um complô de alto nível... desde a Máfia local até entidades estatuais e federais Governamentais, todos profundamente envolvidos no assassinato do meu marido...e foi planejado que o Sr. Ray Mr Ray levasse a culpa".
Muitos dos que trabalhavam com King também acreditavam na probabilidade de uma conspiração para mata-lo. "Eu acho que existia uma grande conspiração para remover o Doutor King do cenário americano" disse um representante dos Democratas,John Lewis, ele continua: "Eu não sei o que aconteceu, mas a verdade sobre o que aconteceu com o Dr. King deveria ser revelada, pelo bem da história". Andrew Young, antigo Embaixador dos Estados Unidos e prefeito da cidade de Atlanta que estava no Hotel Lorraine com King quando ele foi assassinado compartilha das seguintes impressões: "Eu não aceitaria o fato de que James Earl Ray puxou aquele gatilho, e é isso o que importa". James Lawson era um pastor em Memphis e um dos mentores de Martin Luther King Jr. Ele começou a visitar Ray na prisão em 1969. "Haviam coisas em Memphis que eram suspeitas e levantavam questionamentos em minha mente," disse James sobre o assassinato. "Essas perguntas nunca foram respondidas. Sem sombra de dúvidas James Earl Ray nem puxou o gatilho e nem planejou matar Martin Luther King."

## Investigações ao governo

### Comitê Seleto da Câmara dos Estados Unidos sobre Assassinatos

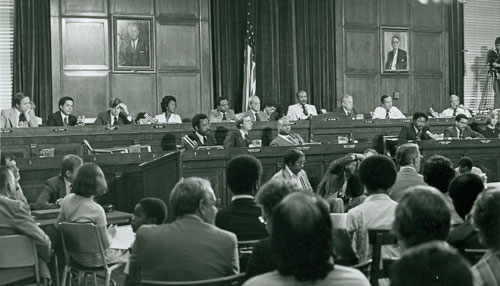
Comitê Seleto da Câmara dos Estados Unidos sobre Assassinatos

Comitê Seleto da Câmara dos Estados Unidos sobre Assassinatos (HSCA) foi fundado em 1976 para investigar os assassinatos de John F. Kennedy e King. Em 1979, o seu relatório final foi "Após examinar o comportamento de Ray, sua personalidade e atitudes raciais, o Comitê entendeu ser impossível de concordar com as explicações de que Ray seria um assassino solitário. O motivo predominante estava em uma expectativa de ganho monetário" e que "O comitê concluiu ser bem provável a existência de uma conspiração no assassinato do Dr. King". Eles alegaram que era bem provável uma conspiração vinda de grupos de supremacistas brancos sulistas, e que Ray só agiu por conta da recompensa sobre a cabeça de King. Eles também notaram que “Nenhuma entidade estadual, federal ou local governamental esteve envolvida no assassinato do Dr. King”. O chefe da HSCA, Robert Blakey, estatuiu que se a CIA ou o FBI estivessem mesmo envolvidos que seria bem provável que eventuais documentos teriam sido destruídos antes de 1979. Este mesmo comitê também descobriu que havia uma "grande probabilidade que dois atiradores atiraram no Presidente," enquanto revisavam o assassinato de Kennedy.

### Processo Civil de Memphis
Em 1993, Loyd Jowers apareceu na ABC News no programa Prime Time Live. Ele alega ter sido pago $100,000 (cem mil dólares) por um suposto mafioso local chamado Frank Liberto para ajudar a planejar o assassinato de King. Jowers era dono de uma cafeteria no primeiro piso da pensão de onde Ray teria supostamente atirado em King. Os fundos de sua loja levavam até os arbustos que foram removidos pela polícia de Memphis. Jowers permaneceu em silêncio por 25 anos após o assassinato, mas ele apenas confessou após o julgamento simulado de Ray ser exibido pela HBO. Ele alegou fazer parte de uma grande conspiração para assassinar King e culpar Ray como um bode expiatório. Ele alegou que "Raul", membros da polícia de Memphis e a máfia estavam envolvidos. Jowers apontou o Tenente da polícia de Memphis, Earl Clark, como o atirador.
Em 1999, um processo civil movido por Coretta Scott King alegava que Jowers e outras pessoas conspiraram para o assassinato de King. A família de King buscou o auxilio do advogado William Pepper, que defendeu Ray no julgamento simulado da HBO para representa-los no julgamento por homicídio culposo, "A família de King vs. Loyd Jowers e outros coautores desconhecidos". Durante o julgamento que durou quatro semanas, Pepper trouxe mais de 70 testemunhas e milhares de documentos. Jowers testemunhou que Ray era só um bode expiatório e que o oficial de policia de Memphis, Earl Clark, foi quem de fato disparou o tiro fatal.
O júri de etnias diversificadas que ouviu o caso apenas levou uma hora para deliberar um veredito unanime: que King foi morto por ser alvo de uma conspiração. Eles julgaram Jowers como culpado, e também concluíram que "agencias governamentais" estavam entre os envolvidos. A família de King recebeu a indenização de $100.000,00 que eles requisitaram pelos danos, o que julgaram como justo. O filho de King, Dexter, disse "Esse é o ponto final. Então por favor, depois de hoje, não queremos perguntas como "Você acredita que James Earl Ray matou o seu pai?" Eu ouvi isso por uma vida toda. Não, não acredito e isso é o fim da história". Dexter enfatizou ainda que "o atirador era membro do departamento de polícia de Memphis, Earl Clark". Coretta King disse após o veredito que "Existem provas abundantes de que um complô de alto nível foi orquestrado para o assassinato de meu marido". O júri considerou que a máfia e várias organizações governamentais "estavam profundamente envolvidas no assassinato e que o Sr. Ray foi designado para levar a culpa".
Em 2000, o Procurador Geral Janet Reno anunciou que, após reexaminar o assassinato, nenhuma evidência de de conspiração pôde ser encontrada. O Departamento de Justiça encontrou diversas inconsistências nas alegações de Jower. Eles também concluíram que não existiam provas de que Frank Liberto pertencia a máfia e que, em sua opinião, as testemunhas que apoiavam Jowers ou não tinham credibilidade ou eram contraditórias. Além disso, ele expressou que Jowers fabricou a história por uma recompensa financeira.
Gerald Posner, um jornalista investigativo que escreveu o livro Killing the Dream (tradução não oficial: "Matando sonhos") em que ele argumentava que Ray era o assassino, disse após o veredito que: " Me aflige imensamente saber que o sistema legal foi usado de forma tão ridícula e insensível em Memphis. Se a família King queria endossar a sua própria visão dos fatos, eles conseguiram". Robert Blakey também criticou as teorias de Pepper sobre o caso.

## Outras Leituras
- Huie, William (1997). He Slew the Dreamer: My Search, With James Earl Ray, for the Truth About the Murder of Martin Luther King, Jr. [S.l.]: River City Pub. ISBN 978-1-57966-005-5
- Lane, Mark; Gregory, Dick (2015). Murder in Memphis: The FBI and the Assassination of Martin Luther King. [S.l.]: Lane Group LLC. ISBN 978-1-940522-17-3
- Melanson, Phillip (1994). The Martin Luther King Assassination. [S.l.]: S.P.I. Books. ISBN 978-1-56171-131-4
- Melanson, Phillip (1989). The Murkin Conspiracy: An Investigation into the Assassination of Dr. Martin Luther King, Jr. [S.l.]: Praeger. ISBN 978-0-275-93029-5
- Nelson, Phillip (2018). Who Really Killed Martin Luther King Jr.?: The Case Against Lyndon B. Johnson and J. Edgar Hoover. [S.l.]: Skyhorse. ISBN 978-1-5107-3106-6
- Pepper, William (2008). An Act of State: The Execution of Martin Luther King. [S.l.]: Verso. ISBN 978-1-84467-285-1
- Pepper, William (2018). The Plot to Kill King: The Truth Behind the Assassination of Martin Luther King Jr. [S.l.]: Skyhorse Publishing. ISBN 978-1-5366-8219-9
- Posner, Gerald (1999). Killing the Dream: James Earl Ray and the Assassination of Martin Luther King, Jr. [S.l.]: Harvest Books. ISBN 978-0-15-600651-4
- Ray, John (2008). Truth At Last: The Untold Story Behind James Earl Ray and the Assassination of Martin Luther King Jr. [S.l.]: Lyons Press. ISBN 978-1-59921-284-5
- Swanson, James (2018). Chasing King's Killer: The Hunt for Martin Luther King, Jr.'s Assassin. [S.l.]: Scholastic Press. ISBN 978-0-545-72333-6
- Weisberg, Harold (1970). Frame-Up: The Assassination of Martin Luther King. [S.l.]: Skyhorse. ISBN 978-1-62636-021-1
- Wexler, Stuart (2018). Killing King: Racial Terrorists, James Earl Ray, and the Plot to Assassinate Martin Luther King Jr. [S.l.]: Counterpoint. ISBN 978-1-61902-919-4